# Mokhtar Arribi
Mokhtar Arribi (* 24. Februar 1924 in Sétif; † 4. September 1989 ebenda)  war ein algerischer Fußballspieler und -trainer.

## Sportlicher Werdegang
Arribi spielte für verschiedene Klubs in der französischen Kolonie, ehe er 1946 nach Frankreich übersiedelte und dort die folgenden acht Jahre für den zweimaligen Meister FC Sète spielte, unterbrochen von einem einjährigen Aufenthalt bei der AS Cannes in der Division 2 1951/52. 1954 ging er zum RC Lens, ein Jahr später kehrte er nach Nordafrika zurück und spielte für den Club Sportif de Hammam-Lif. 1957 kehrte er kurzzeitig nach Frankreich zurück, um als Spielertrainer die Geschicke von Avignon Football zu leiten. 
Im Frühjahr 1958 floh er nach Tunis, um sich der Fußballauswahl des FLN anzuschließen. Nach der erfolgreichen Unabhängigkeit Algeriens von Frankreich 1962 blieb er dort und trainierte verschiedene Vereine. Dabei war er mehrfach für ES Sétif tätig, zudem trainierte er kurzzeitig die libysche Nationalmannschaft.